# Litige
En droit, un différend est une situation de désaccord entre plusieurs personnes sur les règles à suivre ou leur application à un cas concret. Un différend devient un litige lorsqu'une personne ou une institution impartiale, appelée juridiction, devient chargée de prendre une décision pour mettre tout le monde d'accord sur le problème soulevé.

## Définitions
Antoine Jeammaud propose les définitions suivantes dans un article de 2001:
différend
« désaccord juridique non encore porté, formalisé, devant une juridiction. »
litige
« opposition de prétentions juridiques soumise à une juridiction civile, pénale, administrative ou arbitrale, appelée à la trancher par une décision. »

## Passage en justice
L'implication d'une juridiction dans un différend change les relations entre les parties. La décision de faire action en justice est donc souvent risquée, et a des coûts financiers et personnels. Il est ainsi possible de procéder à une analyse économique afin d'estimer quelles sont les chances qu'un adversaire soit incapable ou découragé de déposer un recours devant une juridiction, ce qui peut être stratégique pour des entités disposant d'une importante puissance économique. Dans les pays où a cours une forme d'organisation étatique, des mesures pour favoriser l'accès à la justice sont souvent mises en place pour atténuer ce genre de rapport de force.
Le passage en justice dépend aussi des idées sur le droit partagées par les gens concernés, qui peuvent par exemple estimer que leur différend est trop intime ou pas assez grave, ou encore que ce qu'ils reprochent à l'autre (leur grief) n'est pas principalement d'avoir enfreint des règles juridiques.

## Différends avec l'administration
Les fonctionnaires des États bénéficient souvent d'une juridiction spéciale, dite de droit administratif. Dans ces contextes, les différends avec des justiciables ne sont généralement pas regardées comme des litiges opposant deux parties, mais plutôt comme des contentieux, c.-à-d. des questions objectives sur des points de droit.